# سوخوي سو-38
سوخوي سو-38 (بالإنجليزية: Sukhoi Su-38)‏ هي طائرة زراعية كان أول طيران لها في 27 يوليو 2001.